# قمم مكة الثلاث 2019
قمم مكة الثلاث هي تتمثل في قمتين طارئة لمجلس التعاون الخليجي وجامعة الدول العربية دعى لها خادم الحرمين الشريفين الملك سلمان بن عبدالعزيز آل سعود ملك المملكة العربية السعودية في 25 من شهر رمضان 1440 هجري في قصر الصفا بمكة المكرمة، لبحث الأخطار التي تواجه الدول العربية وتهدد الأمن القومي العربي على خلفية هجوم خليج عمان الأوّل والهجمات التي قامت بها جماعة الحوثي المسلحة على منشآت نفطية في السعودية.
تزامن توقيت القمتين الخليجية والعربية مع توقيت انعقاد القمة الإسلامية في دورتها العادية التي تستضيفها السعودية. وسميت بذلك قمم مكة الثلاث.

## القمة العربية
جاءت القمة لبحث التدخل الإيراني في المنطقة، والهجوم الذي استهدف سفنًا تجارية في المياه الإقليمية لدولة الإمارات العربية المتحدة، وهجوم الحوثييين على محطتي ضخ نفطيتين بالسعودية، أكدت خلالها الدول العربية تضامنها وتكاتفها أمام التدخلات الإيرانية، وشددت على تمسكها بقرارات القمة السابقة المتعلقة بالقضية الفلسطينية. وأدانت تدخلات إيران في شؤون البحرين، وتأثيرها على وحدة سوريا، واحتلالها للجزر الإماراتية، ودعمها الجماعات الإرهابية.

## القمة الخليجية
ادانت القمة الخليجية الهجمات الحوثية الإرهابية باستخدام طائرات مسيرة مفخخة استهدفت محطتي ضخ نفط في محافظتي الدوادمي وعفيف بمنطقة الرياض بالمملكة العربية السعودية، وإطلاق الميليشيات الحوثية أكثر من 225 صاروخاً باليستيا وأكثر من 155 طائرة مسيرة بدون طيار باتجاه السعودية من قبل ومنها ما استهدف مكة المكرمة، وتعرض أربع سفن تجارية مدنية لعمليات تخريبية في المياه الإقليمية للإمارات العربية المتحدة.

## القمة الإسلامية
ترأس القمة الإسلامية الملك سلمان بن عبد العزيز، والتي انعقدت تحت عنوان «يدا بيد نحو المستقبل»، للتأكيد على مركزية قضية فلسطين وقضية القدس الشريف بالنسبة للأمة الإسلامية، ورفض وإدانة أي قرار غير قانوني وغير مسؤول يعترف بالقدس عاصمة مزعومة لإسرائيل أو أي مقترح للتسوية السلمية لا يتوافق ولا ينسجم مع الحقوق المشروعة للشعب الفلسطيني، وأكدت القمة على قوة وتماسك ومنعة مجلس التعاون. 